# Pedro Menéndez de Avilés

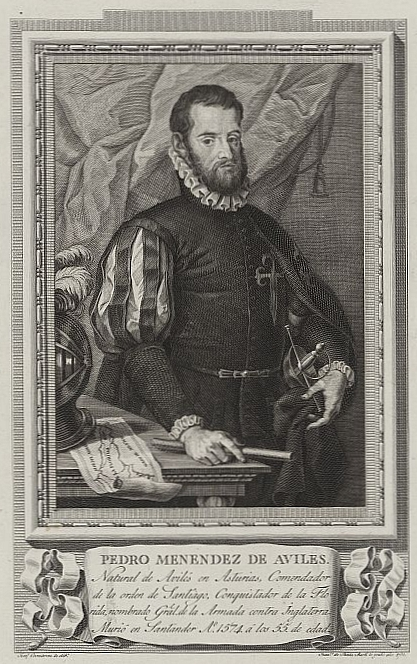
Pedro Menéndez de Avilés

Pedro Menéndez de Avilés (Avilés, 15 februari 1519 – Santander, 17 september 1574) was een Spaanse admiraal en verkenner. Hij is het bekendst om zijn stichting van de stad St. Augustine, Florida op 28 augustus 1565. Dit was de eerste succesvolle Spaanse poging om een vast steunpunt te stabiliseren in Florida, het is nu de oudste continu bewoonde Europees gestichte plaats, alsook de oudste havenstad, in wat nu wordt genoemd de Aaneengesloten Staten. De eerste kolonie werd gestabiliseerd bij de hedendaagse plek van het Fountain of Youth Archaeological Park. Menéndez werd later de eerste gouverneur van Spaans Florida.
Menéndez maakte zijn carrière als matroos in dienst van de koning. Zijn eerste plannen voor een reis naar Florida draaiden rond het zoeken van zijn zoon, Juan, die daar mogelijk als schipbreukeling gestrand was in 1561. Hoewel, nadat Franse hugenoten Frans Florida stichtten in Fort Caroline, in het huidige Jacksonville, beval koning Filips II hem Fort Caroline te veroveren. Hij stichtte eerst St Augustine in 1565 en vervolgde met een aanval op Fort Caroline en doodde de meeste van haar bewoners, omdat het protestanten waren.
Nu stevig in het zadel als gouverneur draaide Menéndez zijn focus op het verkennen van de omgeving en het vaststellen van nader te bouwen vestingwerken. Hij keerde terug naar Spanje in 1567 en werd ook nog benoemd tot gouverneur van Cuba. Hij maakte nog eenmaal een reis naar Florida voordat hij overleed. Pedro Menéndez stierf op 17 september 1574 aan de pest, terwijl hij op het punt stond het anker te lichten voor een expeditie van de Spaanse Armada naar het Nederlandse Noorderkwartier.